# 6688 Донмаккарті
6688 Донмаккарті (6688 Donmccarthy) — астероїд головного поясу, відкритий 2 березня 1981 року.
Тіссеранів параметр щодо Юпітера — 3,192.